# Карл фон Шратенбах
Карл фон Шратенбах (на немски: Karl von Schrattenbach; * 1583; † 26 февруари 1612, Грац) от блародническия австрийски род Шратенбах от Щирия, е граф в Австрия, господар на Хегенберг, Остервиц (в Словения) и Епенщайн (в Щирия), вицедом в Цили (днес Целие в Словения).

## Произход
Той е син на фрайхер Максимилиан фон Шратенбах-Хегенберг (1537 – 1611) и съпругата му Анна фон Грасвайн († сл. 1621), дъщеря на рицар Вилхелм фон Грасвайн и Хелена фон Херберщайн. Брат му Йохан Фридрих фон Шратенбах-Шратентал († пр. 1621) е файхер в Чехия. Сестра му Мария Елизабет фон Шратенбах-Хагенберг (1573 – 1653) е омъжена на 24 ноември 1591 г. в Грац за имперски граф Карл фон Харах (1570 – 1628), съветник на император Фердинанд II.

## Фамилия
Карл фон Шратенбах се жени на 29 май 1589 г. (или на 26 февруари 1612, Грац) за фрайин Мария Рената фон Херберщайн, дъщеря на фрайхер Бернхардин II фон Херберщайн (1566 – 1624) и Мария Констанца Фугер (1568 – 1594). Те имат един син:
- Феликс фон Шратенбах (* ок. 1620), женен на 19 ноември 1656 г. в Грац за фрайин Мария Бенигна цу Херберщайн (+ 1702), дъщеря на фрайхер Георг Еренрайх цу Херберщайн и фрайин Барбара Розина фон Заурау.